# AJPW Triple Crown Heavyweight Championship
Der Triple Crown Heavyweight Championship (zu deutsch Dreifache Krone im Schwergewicht) ist der höchste Wrestlingtitel für Einzelwrestler bei All Japan Pro Wrestling (AJPW).

## Geschichte
Der Titel wurde am 18. April 1989 eingeführt. Eine „Triple Crown“ entsteht im Wrestling durch die Zusammenlegungen von drei Titeln, die in etwa den gleichen Status haben. Die AJPW hatte damals als höchsten Titel die PWF World Heavyweight Championship. Diesen Titel gewann am 18. April 1989 der damalige NWA International Heavyweight Champion Jumbo Tsuruta in einem Match gegen Stan Hansen, der außerdem Träger der NWA United National Championship war. Damit gehörten Tsuruta alle drei Titel. Diese wurden damit zur AJPW Triple Crown Heavyweight Championship vereinigt. Damit wurde dieser Titel der höchste Einzeltitel der japanischen Promotion.
Der Titel ist einer der bedeutendsten im Wrestlingbusiness und wurde von einigen internationalen Größen gehalten. Eines der bekanntesten Matches war das zwischen Mitsuharu Misawa und Toshiaki Kawada, eines der wenigen Matches, das von Dave Meltzer mit fünf Sternen ausgezeichnet wurde.
Nach der Formierung von Pro Wrestling NOAH aus einem Großteil des Rosters von AJPW verlor der Titel etwas an Prestige, den er jedoch im Verlauf der 2000er zurückgewinnen konnte.
Ursprünglich bestand die Triple Crown aus den drei Einzeltitel sowie einer Trophäe. Alle drei Gürtel wurden 2012 Giant Babas Witwe Motoko Baba überreicht, die AJPW nach dessen Tod weiterführte. Ein Hauptgrund war der schlechte Zustand aller drei Gürtel, die über die Jahre immer wieder als Waffe missbraucht wurden und drohten auseinanderzubrechen. Baba stellte die Gürtel in ihrem Haus aus. Anschließend wurde ein Titel erstellt, der Motive aller drei Gürtel umfasste.

## Aktueller Titelträger

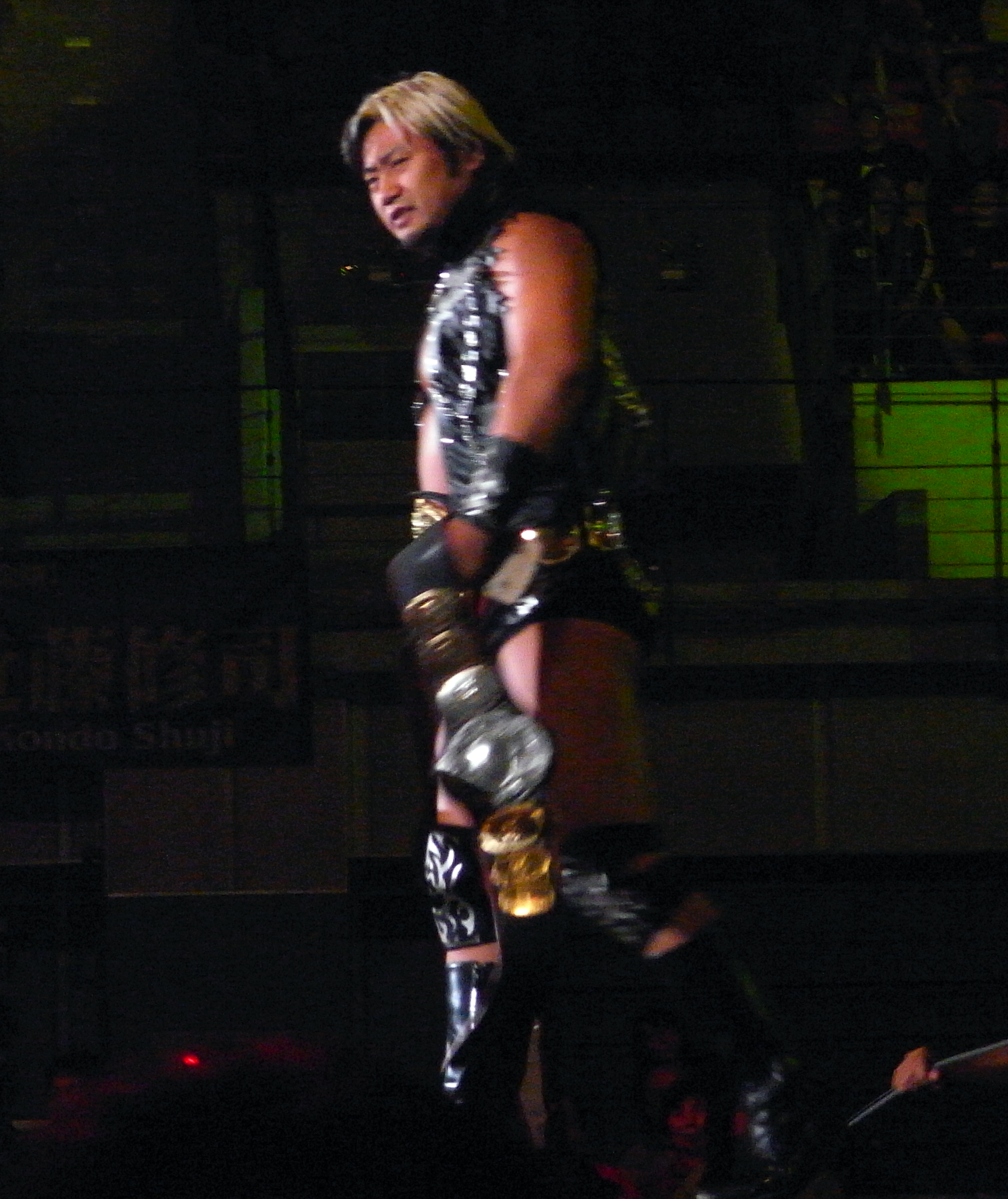
Der amtierende AJPW Unified Triple Crown Champion Suwama.

Der aktuelle AJPW Triple Crown Heavyweight Champion ist Suwama in seiner siebten Regentschaft.

### Rekorde
| Rekord                  | Rekordhalter     | Einheit               |
| ----------------------- | ---------------- | --------------------- |
| Meiste Titelgewinne     | Suwama           | 7 mal                 |
| Längste Regentschaft    | Mitsuharu Misawa | 705 Tage              |
| Kürzeste Regentschaft   | Terry Gordy      | 3 Tage                |
| Ältester Titelträger    | Genichiro Tenryu | 52 Jahre und 70 Tage  |
| Jüngster Titelträger    | Kento Miyahara   | 26 Jahre und 350 Tage |
| Schwerster Titelträger  | Akebono          | 207 Kilogramm         |
| Leichtester Titelträger | Masakatsu Funaki | 95 Kilogramm          |

### Liste der Titelträger
| #  | Champion           | Nr. | Tage  | Datum des Titelgewinns | Ort              | Veranstaltung                                             | Bemerkung |
| -- | ------------------ | --- | ----- | ---------------------- | ---------------- | --------------------------------------------------------- | --- |
| 1  | Jumbo Tsuruta      | 1   | 48    | 18. April 1989         | Tokio, Japan     | *                                                         | Der Titel wurde als AJPW Unified Triple Crown Championship eingeführt. Jumbo Tsuruta vereinigte den PWF Heavyweight Championship, den NWA United National Championship und den NWA International Heavyweight Championship zu diesem Titel und wurde dadurch zum ersten Titelträger |
| 2  | Genichiro Tenryu   | 1   | 128   | 5. Juni 1989           | Tokio, Japan     | Houseshow                                                 | |
| 3  | Jumbo Tsuruta      | 2   | 237   | 11. Oktober 1989       | Yokohama, Japan  | TV-Show                                                   | |
| 4  | Terry Gordy        | 1   | 3     | 5. Juni 1990           | Chiba, Japan     | Houseshow                                                 | |
| 5  | Stan Hansen        | 1   | 39    | 8. Juni 1990           | Tokio, Japan     | Houseshow                                                 | |
| 6  | Terry Gordy        | 2   | 10    | 17. Juli 1990          | Ishikawa, Japan  | Houseshow                                                 | |
|    | Titel vakant       | *   | *     | 27. Juli 1990          | *                | *                                                         | Der Titel wurde aufgrund einer Verletzung von Terry Gordy für vakant erklärt. |
| 7  | Stan Hansen        | 2   | 176   | 27. Juli 1990          | Matsumoto, Japan | Houseshow                                                 | Stan Hansen besiegte Mitsuharu Misawa um den vakanten Titel. |
| 8  | Jumbo Tsuruta      | 3   | 374   | 19. Januar 1991        | Matsumoto, Japan | TV-Show                                                   | |
| 9  | Stan Hansen        | 3   | 207   | 28. Januar 1992        | Tokio, Japan     | Houseshow                                                 | |
| 10 | Mitsuharu Misawa   | 1   | 705   | 22. August 1992        | Tokio, Japan     | Houseshow                                                 | |
| 11 | Steve Williams     | 1   | 86    | 28. Juli 1994          | Tokio, Japan     | Houseshow                                                 | |
| 12 | Toshiaki Kawada    | 1   | 133   | 22. Oktober 1994       | Tokio, Japan     | 22nd Anniversary                                          | |
| 13 | Stan Hansen        | 4   | 83    | 4. März 1995           | Tokio, Japan     | TV-Show                                                   | |
| 14 | Mitsuharu Misawa   | 2   | 364   | 26. Mai 1995           | Sapporo, Japan   | Houseshow                                                 | |
| 15 | Akira Taue         | 1   | 61    | 24. Mai 1996           | Sapporo, Japan   | Houseshow                                                 | |
| 16 | Kenta Kobashi      | 1   | 180   | 24. Juli 1996          | Tokio, Japan     | Houseshow                                                 | |
| 17 | Mitsuharu Misawa   | 3   | 466   | 20. Januar 1997        | Osaka, Japan     | Houseshow                                                 | |
| 18 | Toshiaki Kawada    | 2   | 42    | 1. Mai 1998            | Tokio, Japan     | Houseshow                                                 | |
| 19 | Kenta Kobashi      | 2   | 141   | 12. Juni 1998          | Tokio, Japan     | Houseshow                                                 | |
| 20 | Mitsuharu Misawa   | 4   | 83    | 31. Oktober 1998       | Tokyo, Japan     | Giant Series 1998 II – 26th Anniversary                   | |
| 21 | Toshiaki Kawada    | 3   | 0     | 22. Januar 1999        | Osaka, Japan     | New Year Giant Series 1999 – Day 16                       | |
|    | Titel vakant       | *   | *     | 22. Januar 1999        | *                | *                                                         | Der Titel wurde aufgrund einer Armverletzung von Toshiaki Kawada nach seinem Titelgewinn wieder freigegeben. |
| 22 | Vader              | 1   | 57    | 6. März 1999           | Tokio, Japan     | Excite Series 1999 – Day 11                               | Vader besiegte Akira Taue um den vakanten Titel. |
| 23 | Mitsuharu Misawa   | 5   | 181   | 2. Mai 1999            | Tokio, Japan     | Giant Baba Memorial Show                                  | |
| 24 | Vader              | 2   | 120   | 30. Oktober 1999       | Tokio, Japan     | 27th Anniversary                                          | |
| 25 | Kenta Kobashi      | 3   | 94    | 27. Februar 2000       | Tokio, Japan     | Excite Series 2000 – Day 11                               | |
|    | Titel vakant       | *   | *     | Juni 2000              | *                | *                                                         | Kenta Kobashi verließ All Japan und ging mit Mitsuharu Misawa und einigen anderen All Japan-Wrestlern zu dessen neuen Liga Pro Wrestling NOAH. Deswegen wurde der Titel für vakant erklärt.                                                                                        |
| 26 | Genichiro Tenryu   | 2   | 223   | 28. Oktober 2000       | Tokio, Japan     | October Giant Series 2000 – 28th Anniversary – Day 11     | Genichiro Tenryu gewann ein Turnier um den vakanten Titel und besiegte Toshiaki Kawada im Finale. |
| 27 | Keiji Muto         | 1   | 261   | 8. Juni 2001           | Tokio, Japan     | Super Power Series 2001 – Day 10                          | Keiji Muto war damit der erste Triple Crown-Champion, der nicht bei All Japan unter Vertrag stand. |
| 28 | Toshiaki Kawada    | 4   | 32    | 24. Februar 2002       | Tokio, Japan     | Excite Series 2002 – Day 10                               | Kensuke Sasaki gab den Titel freiwillig nach einer Niederlage in einem Non-Title-Match gegen Toshiaki Kawada ab. |
|    | Titel vakant       | *   | *     | 28. März 2002          | *                | *                                                         | Aufgrund einer Beinverletzung von Toshiaki Kawada wurde der Titel für vakant erklärt. |
| 29 | Genichiro Tenryu   | 3   | 197   | 13. April 2002         | Tokio, Japan     | Grand Champion Carnival                                   | Genichiro Tenryu besiegte Keiji Muto um den vakanten Titel. |
| 30 | The Great Muta     | 2   | 119   | 27. Oktober 2002       | Tokio, Japan     | Royal Road 30th Anniversary Grand Battle Final            | |
| 31 | Shinya Hashimoto   | 1   | 143   | 23. Februar 2003       | Tokio, Japan     | Excite Series 2003 – Day 10                               | |
|    | Titel vakant       | *   | *     | 16. Juli 2003          | *                | *                                                         | Aufgrund einer Verletzung von Shinya Hashimoto wurde der Titel für vakant erklärt. |
| 32 | Toshiaki Kawada    | 5   | 528   | 6. September 2003      | Tokio, Japan     | Summer Action Series 2003 II                              | Toshiaki Kawada gewann ein Turnier um den vakanten Titel. Er besiegte Shinjiro Otani im Finale. |
| 33 | Satoshi Kojima     | 1   | 392   | 16. Februar 2005       | Tokio, Japan     | Realize                                                   | |
| 34 | Taiyo Kea          | 1   | 62    | 3. Juli 2006           | Tokio, Japan     | Crossover 2006 – Day 6                                    | |
| 35 | Minoru Suzuki      | 1   | 357   | 3. September 2006      | Sapporo, Japan   | Summer Impact 2006 – Day 8                                | |
| 36 | Kensuke Sasaki     | 1   | 246   | 26. August 2007        | Tokio, Japan     | Pro-Wrestling Love in Ryogoku Vol. 3                      | |
| 37 | Suwama             | 1   | 152   | 29. April 2008         | Aichi, Japan     | Growin’ up 2008 – Day 8                                   | |
| 38 | The Great Muta     | 3   | 168   | 28. September 2008     | Yokohama, Japan  | Flashing Tour 2008 – Day 10                               | |
| 39 | Yoshihiro Takayama | 1   | 196   | 14. März 2009          | Tokio, Japan     | Pro-Wrestling Love in Ryogoku Vol. 7                      | |
| 40 | Satoshi Kojima     | 2   | 176   | 26. September 2009     | Yokohama, Japan  | Flashing Tour 2009 – Day 7                                | |
| 41 | Ryoto Hama         | 1   | 42    | 21. März 2010          | Tokio, Japan     | Pro-Wrestling Love in Ryogoku Vol. 9                      | |
| 42 | Minoru Suzuki      | 2   | 119   | 2. Mai 2010            | Aichi, Japan     | Growin’ up 2010 – Day 9                                   | |
| 43 | Suwama             | 2   | 420   | 29. August 2010        | Tokio, Japan     | Pro-Wrestling Love in Ryogoku Vol. 10                     | |
| 44 | Jun Akiyama        | 1   | 308   | 23. Oktober 2011       | Tokio, Japan     | Pro-Wrestling Love In Ryogoku Vol. 13                     | |
| 45 | Masakatsu Funaki   | 1   | 203   | 26. August 2012        | Tokio, Japan     | AJPW 40th Anniversary Year Summer Impact 2012 – Tag 9     | |
| 46 | Suwama             | 3   | 224   | 17. März 2013          | Tokio, Japan     | AJPW Pro-Wrestling Love In Ryogoku 2013 ~ Basic & Dynamic | |
| 47 | Akebono            | 1   | 215   | 27. Oktober 2013       | Tokio, Japan     | Anniversary Tour                                          | |
|    | Titel vakant       | *   | *     | 30. Mai 2014           | *                | *                                                         | Der Titel wurde aufgrund von Gesundheitsproblemen von Akebono für vakant erklärt. |
| 48 | Takao Omori        | 1   | 14    | 15. Juni 2014          | Tokio, Japan     | 2014 Dynamite Series                                      | Besiegte Jun Akiyama in einem Match um den vakanten Titel. |
| 49 | Suwama             | 4   | 28    | 29. Juni 2014          | Sapporo, Japan   | 2014 Dynamite Series                                      | |
| 50 | Joe Doering        | 1   | 160   | 27. Juli 2014          | Tokio, Japan     | 2014 Summer Action Series                                 | |
| 51 | Go Shiozaki        | 1   | 138   | 3. Januar 2015         | Tokio, Japan     | New Year Wars 2015                                        | |
| 52 | Akebono            | 2   | 164   | 21. Mai 2015           | Tokio, Japan     | 2015 Super Power Series                                   | |
| 53 | Jun Akiyama        | 2   | 62    | 1. November 2015       | Hirosaki, Japan  | All Japan Pro Wrestling Charity Hirosaki Tournament       | |
| 54 | Suwama             | 5   | 10    | 2. Januar 2016         | Tokio, Japan     | 2016 New Years Two Days                                   | |
|    | Titel vakant       | *   | *     | 12. Januar 2016        | *                | *                                                         | Nach einem Muskelriss von Suwama wurde der titel für vakant erklärt. |
| 55 | Kento Miyahara     | 1   | 464   | 12. Februar 2016       | Tokio, Japan     | 2016 Excite Series                                        | Besiegte Zeus in einem Match um den vakanten Titel. |
| 56 | Shuji Ishikawa     | 1   | 98    | 21. Mai 2017           | Tokio, Japan     | 2017 Super Power Series                                   | |
| 57 | Kento Miyahara     | 2   | 43    | 27. August 2017        | Tokio, Japan     | 2017 Summer Explosion                                     | |
| 58 | Suwama             | 6   | 12    | 9. Oktober 2017        | Tokio, Japan     | 2017 Hataage Kinen Series                                 | |
| 59 | Joe Doring         | 2   | 155   | 21. Oktober 2017       | Yokohama, Japan  | Jun Akiyama and Takao Omori Debut 25th Anniversary Show   | |
| 60 | Kento Miyahara     | 3   | 126   | 25. März 2018          | Saitama, Japan   | 2018 Power Dream Series                                   | |
| 61 | Zeus               | 1   | 84    | 29. Juli 2018          | Osaka, Japan     | 2018 Summer Action Series                                 | |
| 62 | Kento Miyahara     | 4   | 519   | 21. Oktober 2018       | Yokohama, Japan  | 2018 Raising an Army Memorial Series                      | |
| 63 | Suwama             | 7   | 1809+ | 23. März 2020          | Tokio, Japan     | 2020 Dream Power Series                                   | |

## Statistik
|  | Derzeitiger Champion |

| Rang | Wrestler                   | Anzahl | Verteidigungen | Tage insgesamt |
| ---- | -------------------------- | ------ | -------------- | -------------- |
| 1    | Mitsuharu Misawa           | 5      | 21             | 1799           |
| 2    | Kento Miyahara             | 4      | 10             | 1152           |
| 3    | Suwama                     | 7      | 9              | 2627+          |
| 4    | Toshiaki Kawada            | 5      | 11             | 743            |
| 5    | Satoshi Kojima             | 2      | 9              | 678            |
| 6    | Jumbo Tsuruta              | 3      | 6              | 659            |
| 7    | Genichiro Tenryu           | 3      | 4              | 548            |
| 8    | Keiji Mutoh                | 3      | 6              | 547            |
| 9    | Stan Hansen                | 4      | 4              | 505            |
| 10   | Minoru Suzuki              | 2      | 6              | 476            |
| 11   | Kenta Kobashi              | 3      | 5              | 431            |
| 12   | Akebono                    | 2      | 6              | 379            |
| 13   | Jun Akiyama                | 2      | 4              | 370            |
| 14   | Joe Doering                | 2      | 6              | 315            |
| 15   | Kensuke Sasaki             | 1      | 2              | 247            |
| 16   | Masakatsu Funaki           | 1      | 4              | 203            |
| 17   | Yoshihiro Takayama         | 1      | 2              | 196            |
| 18   | Big Van Vader              | 2      | 1              | 177            |
| 19   | Shinya Hashimoto           | 1      | 2              | 171            |
| 20   | Go Shiozaki                | 1      | 2              | 138            |
| 21   | Shuji Ishikawa             | 1      | 2              | 98             |
| 22   | „Dr. Death“ Steve Williams | 1      | 1              | 86             |
| 23   | Zeus                       | 1      | 1              | 84             |
| 24   | Taiyō Kea                  | 1      | 1              | 62             |
| 25   | Akira Taue                 | 1      | 1              | 61             |
| 26   | Ryota Hama                 | 1      | 0              | 42             |
| 27   | Takao Omori                | 1      | 0              | 14             |
| 28   | Terry Gordy                | 2      | 0              | 13             |

## Weblink
- Titelprofil auf cagematch.de